# هاري كينغ
هاري كينغ (بالإنجليزية: Harry King)‏ (1 يناير 1886 بنورثامبتون في المملكة المتحدة - 1 يناير 1968 بوستر في المملكة المتحدة) هو لاعب كرة قدم بريطاني (وحمل سابقاً جنسية المملكة المتحدة لبريطانيا العظمى وأيرلندا) في مركز الهجوم. لعب مع برمنغهام سيتي وليستر سيتي ونادي أرسنال ونادي برينتفورد ونادي كرو ألكساندرا ونادي نورثامبتون تاون ونادي ووستر سيتي.